# Општина Добротешти (Долж)
Добротешти (рум. Dobroteşti) општина је у Румунији у округу Долж.
Oпштина се налази на надморској висини од 116 m.

## Становништво

### Хронологија
| Година       | 2004 | 2005 | 2006 | 2007 | 2008 | 2009 | 2010 | 2011 | 2012 | 2013 | 2014 | 2015 | 2016 | 2017 |
| ------------ | ---- | ---- | ---- | ---- | ---- | ---- | ---- | ---- | ---- | ---- | ---- | ---- | ---- | ---- |
| Становништво | 1766 | 1784 | 1793 | 1799 | 1803 | 1782 | 1773 | 1746 | 1723 | 1714 | 1680 | 1658 | 1659 | 1637 |